# Urbanator III
Urbanator III – trzeci album studyjny zespołu jazz-hopowego Urbanator. Wydawnictwo ukazało się 3 października 2005 roku nakładem wytwórni muzycznych EMI Music Poland  i Big Blue Records. Gościnnie w nagraniach wzięli udział m.in. O.S.T.R., zespół WWO i córka Michała Urbaniaka - Mika.

## Lista utworów
Opracowano na podstawie materiału źródłowego.
1. "J.A.Z.Z." (słowa, rap: O.S.T.R., słowa, śpiew: Mika Urbaniak) - 3:54
2. "Sam Sobie" (słowa, rap: WWO) - 3:04
3. "Mike Out" (rap, słowa: O.S.T.R.) - 3:26
4. "Manhattan" (gitara: Jay Azzolina, śpiew, słowa: Mika Urbaniak, muz.: Yaro, rap: Solid) - 4:37
5. "Momentary Laps Of Reason" (śpiew, muzyka, słowa: Mika Urbaniak) - 3:37
6. "Urbanate The Area" (rap: Solid) - 6:06
7. "Cats" (muz.: Krzysztof Komeda) - 4:57
8. "Magic" (muz.: Al MacDowell) - 5:48
9. "Chameleon" (muz.: Bennie Maupin, Harvey Mason, Herbie Hancock) - 5:20
10. "Now's The Time" (śpiew, muzyka, słowa: Mika Urbaniak) - 4:20
11. "Here I Go Again" (rap: Muckhead) - 4:33
12. "Hot Jazz Biscuits" (muz.: Lenny White) - 4:40
13. "Can't Buy My Love" (muz.: John Lennon, Paul McCartney) - 4:03
14. "Human Orchestra" (beatbox: Kenny Muhamed) - 6:55

## Twórcy
Opracowano na podstawie materiału źródłowego.
| Zespół Urbanator w składzie - Michał Urbaniak - koncepcja, produkcja muzyczna, saksofon, skrzypce - John Dryden - instrumenty klawiszowe - Al MacDowell - gitara basowa, produkcja muzyczna - Lenny White - perkusja, produkcja muzyczna | Inni - Rudolf Świerczyński - produkcja muzyczna - Rich Keller, Joachim Schmid, Chris Bertolotti - inżynieria dźwięku - Yusuf Gandhi, Reynold Da Silva - producent wykonawczy - Józef B. Nowakowski - mastering - Ray Janos - mastering |